# Стариград (громада)
Стариград (хорв. Starigrad) — населений пункт і громада в Задарській жупанії Хорватії.

## Населення
Населення громади за даними перепису 2011 року становило 1 876 осіб. Населення самого поселення становило 1 140 осіб.
Динаміка чисельності населення громади:
Динаміка чисельності населення центру громади:

## Населені пункти
Крім поселення Стариград, до громади також входять: 
- Селине
- Трибань

## Клімат
Середня річна температура становить 12,51 °C, середня максимальна – 25,25 °C, а середня мінімальна – 0,22 °C. Середня річна кількість опадів – 1023 мм.
| Клімат поселення                              | Клімат поселення | Клімат поселення | Клімат поселення | Клімат поселення | Клімат поселення | Клімат поселення | Клімат поселення | Клімат поселення | Клімат поселення | Клімат поселення | Клімат поселення | Клімат поселення | Клімат поселення |
| Показник                                      | Січ.             | Лют.             | Бер.             | Квіт.            | Трав.            | Черв.            | Лип.             | Серп.            | Вер.             | Жовт.            | Лист.            | Груд.            |                  |
| Середній максимум, °C                         | 8,27             | 8,46             | 10,76            | 14,57            | 19,68            | 23,79            | 25,25            | 25,17            | 20,77            | 16,53            | 11,65            | 9,00             |                  |
| Середня температура, °C                       | 4,25             | 4,45             | 6,73             | 10,54            | 15,65            | 19,77            | 21,98            | 21,90            | 17,50            | 13,27            | 8,37             | 5,73             |                  |
| Середній мінімум, °C                          | 0,22             | 0,43             | 2,72             | 6,52             | 11,64            | 15,75            | 18,71            | 18,63            | 14,25            | 10,00            | 5,11             | 2,45             |                  |
| Норма опадів, мм                              | 82               | 76               | 76               | 81               | 74               | 68               | 42               | 60               | 109              | 119              | 129              | 107              |                  |
| Середньомісячна швидкість вітру, м/с          | 3.17             | 3.26             | 3.35             | 3.18             | 2.80             | 2.58             | 2.60             | 2.53             | 2.78             | 2.99             | 3.51             | 3.50             |                  |
| Середньомісячна сонячна радіація, кДж/м²·день | 4864             | 7611             | 11143            | 15838            | 20015            | 22101            | 23971            | 20733            | 15209            | 9718             | 5256             | 4150             |                  |
| --------------------------------------------- | ---------------- | ---------------- | ---------------- | ---------------- | ---------------- | ---------------- | ---------------- | ---------------- | ---------------- | ---------------- | ---------------- | ---------------- | ---------------- |
| Джерело:                                      |                  |                  |                  |                  |                  |                  |                  |                  |                  |                  |                  |                  |                  |